# سحابة جزيئية
| ولادة النجوم |
| - وسط بين نجمي - غيمة جزيئية - كرة بوك - سديم مظلم - جرم نجمي فتي - نجم أولي - نجم تي الثور - نجم قبل النسق الأساسي - هيربيغ أي/ نجم بي - سديم شمسي |
| أصناف الأجرام الفلكية |
| - جرم هيربج هارو |
| المفاهيم النظرية |
| - دالة الكتلة الأولية - كتلة جينس - آلية كلفن هلمهولتز - فرضية السديم - هجرة الكواكب                                                                |
| هذا الصندوق: اعرض ناقش عدل |

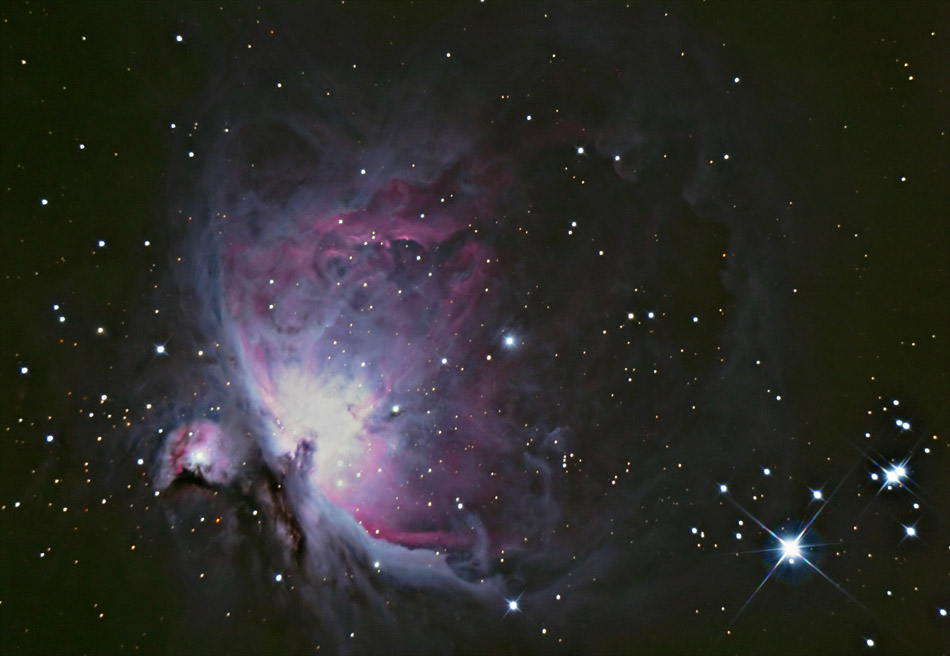
سحابة جزيئية في سديم الجبار.

إن السحابة الجزيئية هي نوع من السدم فهي عبارة عن سحب من الغاز (غالبا الهيدروجين) والغبار الكوني تشكل حاضنات للنجوم وهي من الأماكن الأساسية التي تولد فيها النجوم.

## تكون السحب الجزيئية

### حركة المجرات

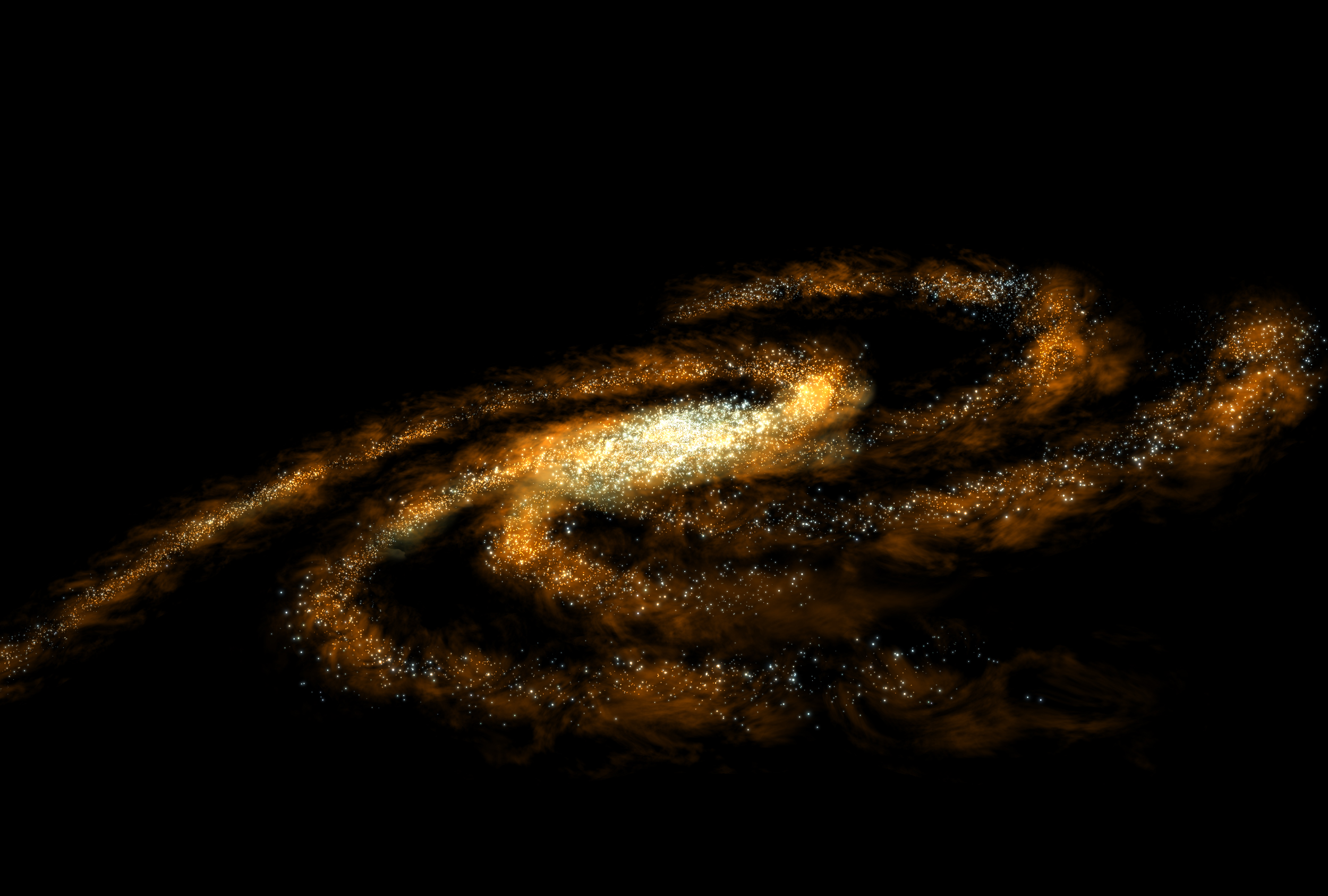
صورة تخيلية لمجرة درب التبانة والسحب الجزيئية في أذرعها المليئة بالنجوم.

استطاع العلماء أن يحددوا شكل مجرتنا بالرصد باستخدام الموجات الراديوية، واستطاعوا معرفة أن شكل مجرتنا شكل منتنظم وهو متناظر ومن النوع الحلزوني ذي الأذرع، وطبعاً فإن مجرتنا تدور حول نفسها فلو أن ذلك لا يحدث فسوف تسقط كل الأجرام السماوية التي في المجرة نحو مركز المجرة، والكواكب أيضاً سوف تتساقط نحو الشمس إذا لم تكن تدور حولها، وهناك أمر هام آخر وهو أنه كما تستغرق دورة
بلوتو حول الشمس وقتا أكثر من دورة الأرض لأنه أبعد وهذا ينطبق على النجوم في المجرة أيضاً، وبالتالي فبعد بضعة دورات فقط فسوف يصبح شكل المجرة غير منتظم وسوف تتبعثر النجوم هنا وهناك ولن يعود هناك أذرع للمجرة، وقد شكل هذا معضلة محيرة للعلماء...

### موجات الكثافة
بعد ذلك اقترح العالم السويدي بيرتل ليندبلاد أن تكون الأذرع الحلزونية هي نمط متحرك بين النجوم مثل موجات الماء. إن موجات الماء ليست إلاَّ نمطا لتحرك الماء وهنا يصبح الأمر متعلقاً بـموجات الكثافة، إن ما يسبب ترابط النجوم في مجرة هو قوة الجاذبية وفي الموجات المائية والضوئية المسؤول عن تناغم حركة الجزيئات هو القوى الجزيئية، وإذا أحد النجوم في المجرة إلى عامل اضطراب (قوة أخرى تجذبه غير المجرة تسبب اضطراباً في دورته) فإنه يدور في مدار شبه تام الدائرية حول مركز المجرة، أما إذا أثر فيه عامل اضطراب فسوف ينحرف عن مساره ويضطرب مداره، وأحياناً يزداد عدد النجوم المتقاربة في حيز ما يسبب تأثيراً كبيراً على الغاز و الغبار الكوني الموجودين في الحيز، وسوف تسبب زيادة عدد النجوم زيادة في قوة الجاذبية (الثقالة).

### تكون السحابة
لن تؤثر هذه الجاذبية على النجوم والكتل الكبيرة لكن ما سيتأثر هو الجزيئات و الذرات، وهذه سوف تشكل موجات الكثافة التي سوف تتحرك بسرعة 30 كم في الثانية بينما الغاز الذي في الفضاء لا يستطيع تمرير شيء سرعته تتجاوز 10 كم في الثانية (مهما كان نوعه وضغطه)، وهكذا فسوف يعاني الغاز والغبار بين النجوم من انضغاط شديد بصورة فجائية مما سيؤدي إلى بداية عملية تكوين نجم جديد.

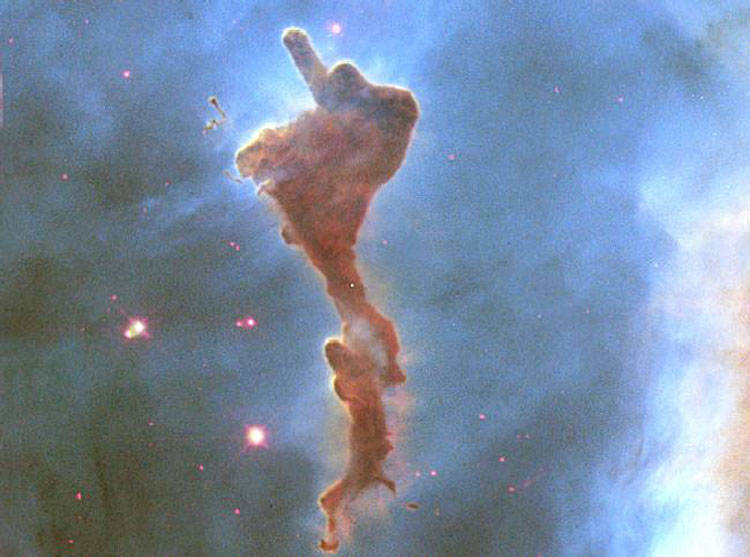
صورة لسحابة كارينا الجزيئية التي تبعد عنا حوالي سنتين ضوئيتين، وقد التقط هذه الصورة تلسكوب هابل الفضائي في عام 1999 م.

ومن الممكن أن تنضغط سحابة كبيرة في شكل عنقود نجمي وينضغط كل نجم منها تحت تأثير جاذبيته مما يسبب ارتفاعا هائلاً في درجة الحرارة والكثافة لهذه النجوم الأولية إلى درجة يشتعل فيها الاندماج النووي وتشع ضوءاً بنفسجيا يكفي لجعل الغازات المحيطة به تتوهج .

## ولادة النجوم
اكتشف العلماء أنه توجد أجزاء ضمن السحب الجزيئية أكثر كثافة من أجزاء أخرى مما يكوِّن المكان الأكثر ملاءمة لتكون نجم جديد في حال وجود عاملٍٍ يجمع ويضغط هذه السحب مع بعضها (لأنها دون أن تنضغط من الممكن أن يكون قطر سحابة واحدة 600 سنة ضوئية)، وبعد أن درس العلماء التركيب الفيزيائي لهذه السحب تمكنوا من وصف طريقتين من الممكن أن تتكون بهما النجوم داخل السحابة الجزيئية.

### الآلية الأولى
يسببها مرور السحابة بإحدى أذرع مجرة ما تتسبب في ضغط السحابة وبالتالي تصغير حجمها وزيادة كثافتها، وتتكرر هذه العملية كلما تعبر السحابة إحدى الأذرع، إلى أن تصل في النهاية إلى الدرجة التي تنهار فيها تحت تأثير الثقالة مكونةً النجوم، وهذا يفسر وجود النجوم الفتية في أذرع المجرات الحلزونية.

### الآلية الثانية
أما الآلية الثانية فيسببها انفجار المستعر الأعظم، فعندما ينفجر نجم بجانب سحابة جزيئية يحرر الانفجار كمية هائلة من الطاقة تظهر على شكل موجة هائلة تصدم السحابة وتضغطها مسببة انهياراً ثقالياً وبالتالي ولادة نجم جديد، وبما أن معظم انفجارات النجوم (المستعر الأعظم) تكون في أذرع المجرات فهذا يفسر وجود النجوم الفتية في هذه الأماكن من المجرة.

### الولادة الجماعية
تتراوح كتلة السحابة الجزيئية ما بين 1000 و 60,000 ضعف كتلة الشمس، لذا فإنها أثناء انهيارها الثقالي تتجزأ إلى مجموعات عديدة مما يؤدي إلى ولادة العديد من النجوم في آن واحد، والنجوم المولودة بهذه الطريقة الجماعية تشكل ثلث نجوم المجرة.

## أنواع السحابات الجزيئية

### السحب الجزيئية الصغيرة
كتلتها أقل من بضعة مئات الأضعاف من كتلة الشمس وتسمى كرة بوك.

## اقرأ أيضا
- غبار كوني
- منطقة هيدروجين II
- منطقة هيدروجين I
- سديم الشرنقة
- سي بي 230
- التبخر الضوئي